# Caryl Phillips
Caryl Phillips (* 13. března 1958 Svatý Kryštof) je britský černošský spisovatel karibského původu.

## Život
Caryl Phillips se narodil na karibském ostrově St. Kitts a vyrůstal v anglickém městě Leeds. Studoval angličtinu na University of Oxford. Od 90. let žije trvale ve Spojených státech. V současné době působí jako profesor britské literatury na Yale University.

## Dílo
Je autorem 8 románů, v nichž se často zabývá tématy rasových menšin, utlačovaných žen apod.
- The Final Passage, 1985
- A State of Independence, 1986
- Higher Ground, 1989
- Cambridge, 1991
- Crossing the River, 1993
- The Nature of Blood, 1997
- A Distant Shore, 2003
- Dancing in the Dark, 2005 – inspirováno životem Berta Williamse, proslulého černošského kabaretiéra

Píše také divadelní a rozhlasové hry.
Jeho díla byla oceněna řadou literárních cen (např. Commonwealth Writers Prize za román Distant Shore).
Žádný z jeho románů zatím nebyl přeložen do češtiny.